# Rarotonga (historieta)
Rarotonga (conocida originalmente como ¡Tabú!) es una historieta romántica mexicana. Fue creada por Guillermo de la Parra y Constantino Rábago y publicada por primera vez en 1951 dentro de la revista popular Pepín, de Editorial Juventud. La historia original llevaba el título de ¡Tabú!. En 1973, se lanzó nuevamente con el título de Rarotonga dentro de la serie  Lágrimas, Risas y Amor publicada por Editorial Argumentos (EDAR) y dibujada por Antonio Gutiérrez.
El personaje principal de la serie es Zonga, una reina de la jungla de la isla del mismo nombre, que ocupa sus días danzando y enamorando a los viajeros. La serie presenta situaciones cómicas, serias, románticas y dramáticas.

## Argumento
La anécdota de ¡Tabú! Y Rarotonga es exactamente la misma. 
La estabilidad del maduro y respetado Dr. Alejandro Aldama, un hombre casado y con una hija, parece derrumbarse cuando visita Puerto Azul y asiste al baile que por las noches de luna llena ejecuta una sensual mulata de ojos rasgados a la que los isleños consideran hija del rey Changó. Ella es Zonga y su salvaje sensualidad desquicia al doctor haciéndole dejar de lado sus responsabilidades. La irresistible pasión que se desata en el Brujo Blanco, como llaman los isleños al occidental, es correspondida por Zonga para desgracia de sus coterráneos, que sufren al ver a su reina apasionada con un extranjero. Pero como ella es una diosa puede hacer lo que desee y se hace amante del doctor. Cuando, asediado por los recuerdos y los deberes que le impone su matrimonio, el hombre blanco regresa a la ciudad, Zonga lo sigue. Ya en la urbe, la mulata se convierte en estrella de cabaret -es la época de las exóticas, como Tongolele-. Como el doctor se resiste a dejar a su esposa, ella decide provocar sus celos y seduce al joven e ingenuo Gregorio Sifuentes, quien para colmo es el discípulo predilecto de Aldama. Finalmente el doctor no puede resistirse a los encantos de la mulata y decide abandonar a su esposa e hija para irse con Zonga a Puerto Azul. El día que van a marcharse, Gregorio Sifuentes intenta suicidarse. En su vano intento por salvar la vida de su discípulo, el doctor deja plantada a Zonga. Resignada, la mulata parte a Puerto Azul. Quienes no se resigna es entonces el doctor Aldama, quien la sigue a la selva. Su mujer y su hija también viajan a Puerto Azul para salvar de la pasión al padre de familia y regresarlo a la civilización.

## Creación del personaje
La escritora Yolanda Vargas Dulché reveló que el personaje se les había ocurrido a ella y a su esposo Guillermo de la Parra cuando, en un crucero por las islas del sur, conocieron a una mujer bellísima que les inspiró el personaje. Originalmente, fue dibujado por Constantino Rábago.

## Adaptaciones en otros medios

### Cine
- La primera adaptación cinematográfica de ¡Tabú! se pensó originalmente para ser protagonizada por la rumbera cubana Rosa Carmina. Sin embargo, Rosa cedió el argumento a su exesposo, el cineasta hispano-mexicano Juan Orol como un vehículo para su nueva esposa y musa, la también rumbera cubana María Esquivel.[5] La película finalmente llevó el título de Zonga, el ángel diabólico , y se estrenó en 1958.[6]

- En 1978 se realizó una nueva adaptación cinematográfica respetando su título original.[7] Fue dirigida por Raúl Ramírez y protagonizada por la vedette Gloriella. Ante el éxito de la cinta, en 1980 el mismo director realiza una secuela titulada La isla de Rarotonga, pero en una versión libre del argumento original.

### Música
En 1992, la banda de rock mexicana Café Tacvba interpretó una canción con el nombre de la historieta, e incluida en su álbum debut Café Tacuba.